# Malacopteron magnirostre
Malacopteron magnirostre é uma espécie de ave da família Pellorneidae.
Pode ser encontrada nos seguintes países: Brunei, Indonésia, Malásia, Myanmar, Singapura e Tailândia.
Os seus habitats naturais são: florestas subtropicais ou tropicais húmidas de baixa altitude.